# Trafic et commerce
En droit constitutionnel canadien, l'article 91(2) de la Loi constitutionnelle de 1867 donne au gouvernement fédéral l'autorité de légiférer en matière de réglementation du trafic et du commerce. Ce pouvoir fait généralement équilibre au pouvoir provincial sur la propriété et les droits civils en vertu de l'article 92(13) ainsi que les « matières d'une nature purement locale » sous l'article 92(16).
La clause du trafic et du commerce fut d'abord examinée dans l'affaire Citizen's Insurance Co. v. Parsons (1881). Le Conseil privé a identifié deux branches dans la disposition. Une question pouvait relever de la branche interprovinciale si elle concernait le commerce international et interprovincial ; ou, dans l'autre cas, elle pouvait relever de la branche du commerce général si elle concernait la réglementation générale du commerce affectant tout le Dominion.

## Commerce interprovincial
Initialement, la portée du commerce interprovincial fut établie de façon très étroite par le Conseil privé. Dans l'affaire Canada c. Alberta (1922), le Conseil privé a suggéré que le pouvoir sur le trafic et le commerce ne pouvait s'appliquer qu'en tant que pouvoir complémentaire d'un autre pouvoir fédéral valide. Ce principe fut éventuellement rejeté dans Toronto Electric Commissioners c. Snider (1925), mais le pouvoir était toujours interprété de façon stricte. Dans R. c. Easter Terminal Elevator Co. (1925), une loi fédérale qui réglementait le commerce du grain produit provincialement et destiné entièrement à l'exportation fut jugée hors de la portée du commerce interprovincial au sens de la constitution. Des stratégies de commercialisation furent invalidées en suivant cette même logique.
Plusieurs lois fédérales furent invalidées pour le motif qu'elles réglementaient des transactions se déroulant exclusivement à l'intérieur de la province.
Avec l'abolition des appels auprès Conseil privé, l'interprétation du pouvoir s'est élargi. Dans Caloil Inc. c. Canada (1971) la Cour suprême du Canada a maintenu une loi interdisant le transport de pétrole importé comme une forme de réglementation du commerce interprovincial.
La décision la plus importante fut le Renvoi relatif à la Loi sur l’organisation du marché des produits agricoles (1978) où la Cour suprême a maintenu une stratégie fédérale de commercialisation des œufs qui imposait des quotas sur différentes provinces. Cette interprétation du commerce interprovincial était particulièrement large puisqu'elle comprenait même les producteurs d'œufs qui n'exportaient pas leurs produits.
La Cour s'est également penchée sur l'effet des lois provinciales sur le trafic et le commerce. Dans Carnation Co. c. Quebec Agricultural Marketing Board (1968) la Cour a jugé que les règlements provinciaux qui ont un effet minime sur le commerce interprovincial sont valides. Toutefois, si la réglementation provinciale limite le libre cours du commerce entre les provinces, elle sera invalidée.

## Commerce général
La branche du commerce général fut examinée dans General Motors of Canada Ltd. c. City National Leasing. La Cour a fait la liste de cinq indicateurs d'une loi valide sous la branche du commerce général. Dans ce cas, il fut jugé que l'on doit examiner si la loi fait partie d'une stratégie de réglementation, s'il y a une agence qui gère la stratégie, si la matière concernait le commerce en entier, si les provinces auraient été capables de gérer une telle stratégie eux-mêmes, et si la non-participation d'une province mettrait la stratégie en péril.
La réglementation du commerce général doit être large et étendue, et ne peut singulariser un métier ou une industrie en particulier. Dans Brasseries Labatt du Canada Ltée c. Canada (Procureur général) (1979), la Cour a jugé que la réglementation de la composition de la « bière légère » sous la Loi sur les aliments et drogues était invalide parce que trop précise pour être dirigée vers le commerce.
La Loi sur la protection des renseignements personnels et les documents électroniques fut maintenue sous la branche du commerce général du pouvoir de trafic et commerce. Par conséquent, la Loi s'applique à toutes entreprises commerciales, y compris les compagnies incorporées provincialement.

## Source
- (en) Cet article est partiellement ou en totalité issu de l’article de Wikipédia en anglais intitulé « Trade and Commerce » (voir la liste des auteurs).